# Carlo Francesco di Valperga
Carlo Francesco II di Valperga, conte di Masino (Torino, 26 settembre 1727 – Masino, 8 febbraio 1811), è stato un politico, militare e diplomatico italiano, che dopo aver ricoperto gli incarichi di ambasciatore del Regno di Sardegna in Francia, Portogallo e Spagna, fu Viceré di Sardegna dal 1780 al 1783.

## Biografia

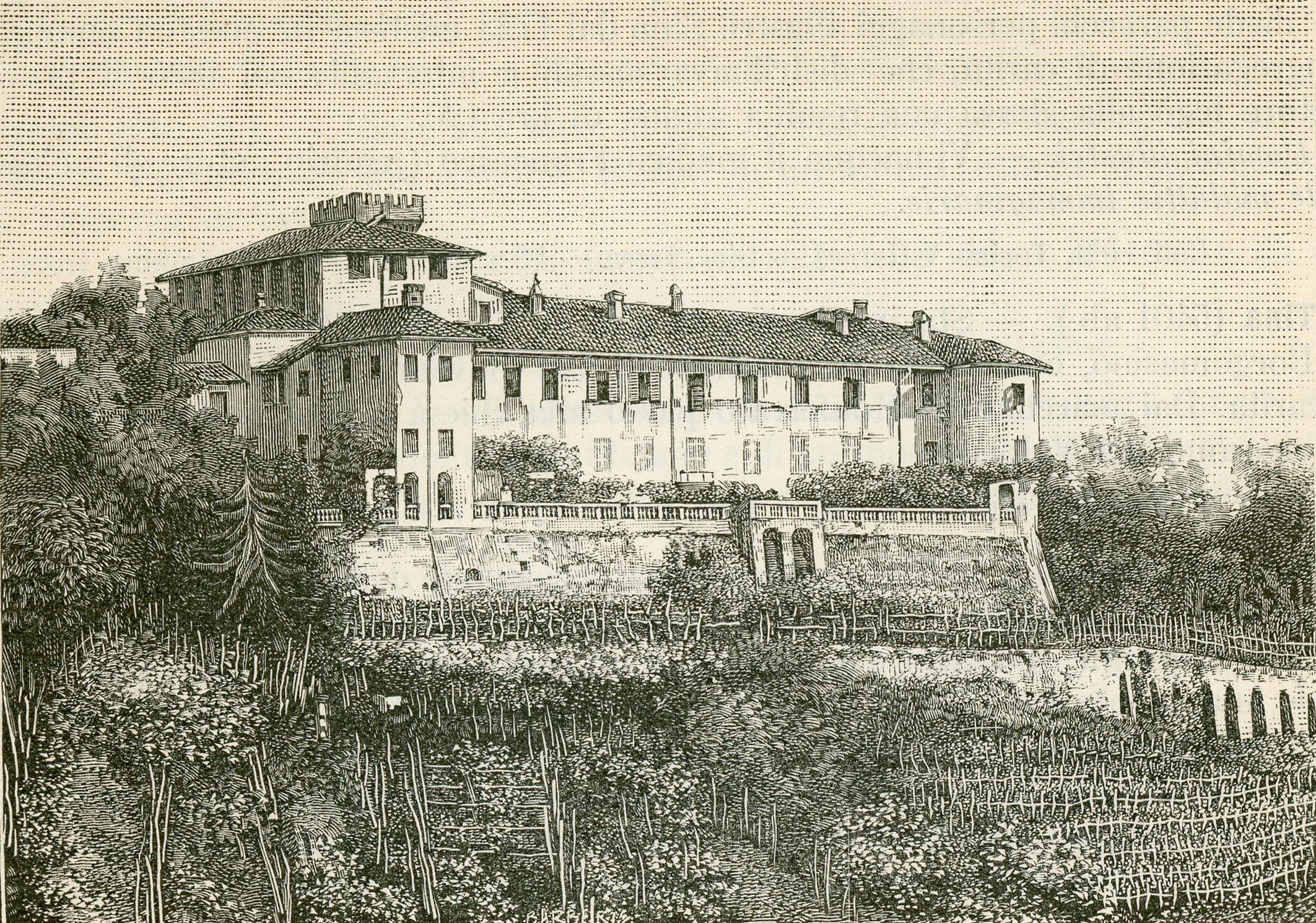
L'avito castello di Masino in una xilografia tratta da La patria, geografia dell'Italia, II. Provincia di Torino di Gustavo Strafforello, Unione Tipografico-Editrice, Torino, 1890.

Nacque nel 1727, figlio di Amedeo e di Emilia Doria di Dolceacqua. Intrapresa la carriera diplomatica, fu ambasciatore piemontese prima nel Regno di Francia, poi in quello di Portogallo e quindi in Spagna. Nel 1764, con l'aiuto della marchesa di Agliè e amante Cristina Saluzzo Miolans, trafugò e portò al castello di Masino, dove tuttora riposano nel piccolo sacello, le ceneri di Arduino d'Ivrea, re d'Italia dal 1002 al 1014. Cavaliere di Gran Croce dell'Ordine dei Santi Maurizio e Lazzaro, tra il 21 luglio 1780 e il luglio 1783 ricoprì l'incarico di Viceré di Sardegna. Durante il periodo trascorso in Sardegna fu protagonista di un incidente diplomatico con la Francia. Il precedente Viceré Francesco Lascaris di Castellar di Ventimiglia aveva accordato al console di Francia a Cagliari, dietro esplicita richiesta redatta da Monsieur de Sartine, allora ministro della marina, il verbale permesso di effettuare ricerche nelle grotte di Nettuno di Alghero tramite il locale Viceconsole. Quest'ultimo asportò alcuni pezzi di stalattiti per mandarli all'arciduchessa Maria Anna d'Asburgo-Lorena, sorella della regina Maria Antonietta. I pezzi in questione furono sequestrati della autorità sarde,  e vi fu un violento scambio di accuse tra le parti, ed egli elevò una multa di duecento scudi al viceconsole, con la proibizione di effettuare ulteriori prelievi. Questi fatti portarono, dal giugno al dicembre del 1782, ad un violento scambio di lettere tra governo, Viceré, governatore, Real Patrimonio, console, vice console e la regia segreteria di guerra, ed intervenne anche l'ambasciatore francese, che elevò formale protesta al governo di Torino.
Gentiluomo di Camera di S. M. Vittorio Amedeo III, Luogotenente e Capitano generale del Regno di Sardegna, era sposato con la contessa Faustina Doria del Maro, che morì a soli 26 anni di parto. Si spense senza lasciare eredi diretti nel 1811.

### Fonti
1. 1 2 3 4  Memorie della Reale accademia delle scienze di Torino 1845, p. 78.
2. 1 2 3  Derossi 1783, p. 12.
3. ↑  Costa 1989, p. 17.
4. 1 2 3 4 5  Costa 1989, p. 15.
5. ↑  Costa 1989, p. 19.
6. 1 2 3 4 5  Costa 1989, p. 16.